# DigiAuskunft
Die DigiAuskunft ist ein vom Hochschulbibliothekszentrum des Landes Nordrhein-Westfalen betreuter virtueller Auskunftsverbund. Das Projekt wurde Anfang 2006 mit den Pilotbibliotheken Stadt- und Landesbibliothek Dortmund, USB Köln, UB Dortmund sowie der StB Köln gestartet. Mit Stand März 2024 bearbeiten 558 öffentliche und Hochschulbibliotheken aus ganz Deutschland Anfragen, die von Internetnutzern per E-Mail gestellt werden.
Als Plattform wird ein OTRS-System verwendet, welches an die Bedürfnisse der teilnehmenden Bibliotheken angepasst wurde.
Die beantworteten Anfragen können in einer Wissensbasis abgelegt werden, auch FAQ für die interne oder externe Nutzung können erstellt werden um die Bearbeitung von wiederkehrenden Fragen zu erleichtern. Darüber hinaus können die teilnehmenden Institutionen Fachprofile mit den jeweiligen Spezialgebieten erstellen um das Weiterleiten der Anfragen zu erleichtern.